# La Cepeda
La Cepeda ou simplesmente Cepeda é uma pequena comarca tradicional, sem expressão administrativa atualmente, do noroeste da Espanha, na província de Leão e comunidade autónoma de Castela e Leão. Situa-se entre as comarcas da Maragateria, El Bierzo, Omaña e Ribera del Órbigo. É composta por seis municípios: Quintana del Castillo, Magaz de Cepeda, Villagatón, Villamejil, Villaobispo de Otero e Valdesamario, cuja área somada é km² e em 2021 tinham 3104 habitantes (densidade: 5,5 hab./km²).  [a]
Em grande medida, a comarca histórica corresponde à atual mancomunidade homónima, a qual não inclui o município de Valdesamario. Outras localidades da comarca histórica que não fazem parte da mancomunidade são Espina (no município de Igüeña) e Quintanilla del Monte (no município de Benavides).